# Antioh VI. Dioniz

Antioh VI. Epifan Dioniz (grško starogrško Aντιóχoς Επιφανής Διόνυσος, Antióhos Epifanís Diónysos) je bil helenistični kralj Selevkidskega cesarstva,  * okoli 148 pr. n. št., † 142/141 pr. n. št.

## Življenje
Antioh je bil sin kralja Aleksandra Balasa in Kleopatre Tee, hčerke egipčanskega faraona Ptolemaja VI. Filometorja.
Antioh VI. nikoli ni vladal. Za kralja ga je leta 145 ali na začetku leta 144 pr. n. št. kot nasprotnika Demetrija II. Nikatorja  imenoval general Diodot Trifon. Antioh je postal in ostal orodje v generalovih rokah. Okoli leta 141/141 pr. n. št. je mladi kralj umrl. Nekateri antični avtorji za njegovo smrt krivijo Diodota Trifona, drugi pa domnevajo, da je umrl med operacijo.<ref>Ios.  Ant. 13. 218; Liv. per. 55.<ref>

## Vir
- Schürer, E. (1973). A History of the Jewish People in the Age of Jesus Christ (175 BC- AD 135). Revised and Edited by G. Vermes and F. Millar ur. Edinburgh. str. 183–197.

| Antioh VI. Dioniz Selevkidska dinastijaRojen: 148 pr. n. št. Umrl: 142/141 pr. n. št. | |                          |
| Predhodnik: Aleksander Balas                                                          | Kralj Selevkidskega cesarstva (Kralj Sirije) 145–142 BC z Demetrijem II. Nikatorjem (145–138 pr. n. št.) Diodotom Trifonom (so-regent) | Naslednik: Diodot Trifon |